# Caída de Nom Pen
La Caída de Nom Pen –o Caída de Phnom Penh– es la manera en la que se refiere la historia a los acontecimientos que se sucedieron en Camboya poco antes y después del 17 de abril de 1975, que llevaron al control definitivo de Nom Pen por parte del movimiento guerrillero de los Jemeres Rojos, liderado por Pol Pot, al final de la guerra civil que asolaba al país desde 1967. Poco antes, el 13 de abril, la ciudad había celebrado el año nuevo camboyano según el calendario budista y, aunque en la práctica ya estaba sitiada por las guerrillas, los habitantes confiaban en una pronta resolución de la situación con la ayuda de las fuerzas estadounidenses. Con una población de dos millones de personas, la mayoría de las cuales eran refugiados tanto de los bombardeos estadounidenses como de la avanzada de los jemeres rojos, la ciudad sería completamente evacuada siguiendo el nuevo programa político de Pol Pot.

## Trasfondo

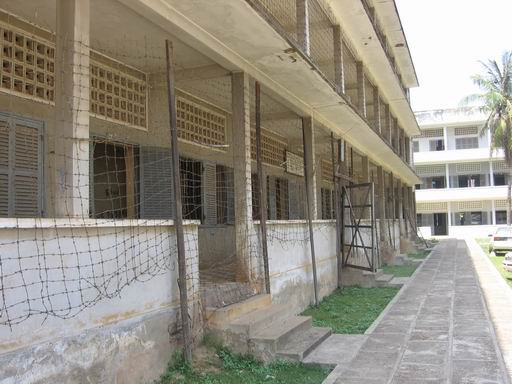
S-21, la prisión secreta de los Jemeres Rojos, uno de los pocos centros de actividad que funcionaron en la capital de Kampuchea Democrática.

En marzo de 1970, Lon Nol había derrocado al príncipe Norodom Sihanouk y había alineado a Camboya con Estados Unidos, involucrando así al país en la Guerra de Vietnam. EE. UU. intensificó los bombardeos al norte de Camboya en búsqueda de un debilitamiento de la avanzada de Vietnam del Norte y Lon Nol pidió a la vez ayuda para combatir la agresiva guerrilla de los jemeres rojos, que para 1973 controlaba un 60 % del territorio nacional. El avance de los jemeres rojos, se dio rápidamente desde todos los puntos del país hacia el centro. El ejército del dictador no pudo resistir a un pueblo que ya desde el principio los veía como traidores, unos por haber derrocado al príncipe Sihanouk, quien pese haber abdicado seguía siendo considerado como el rey, y otros por alinearse con aquellos que habían bombardeado al país de manera brutal: Estados Unidos.

## Preludios

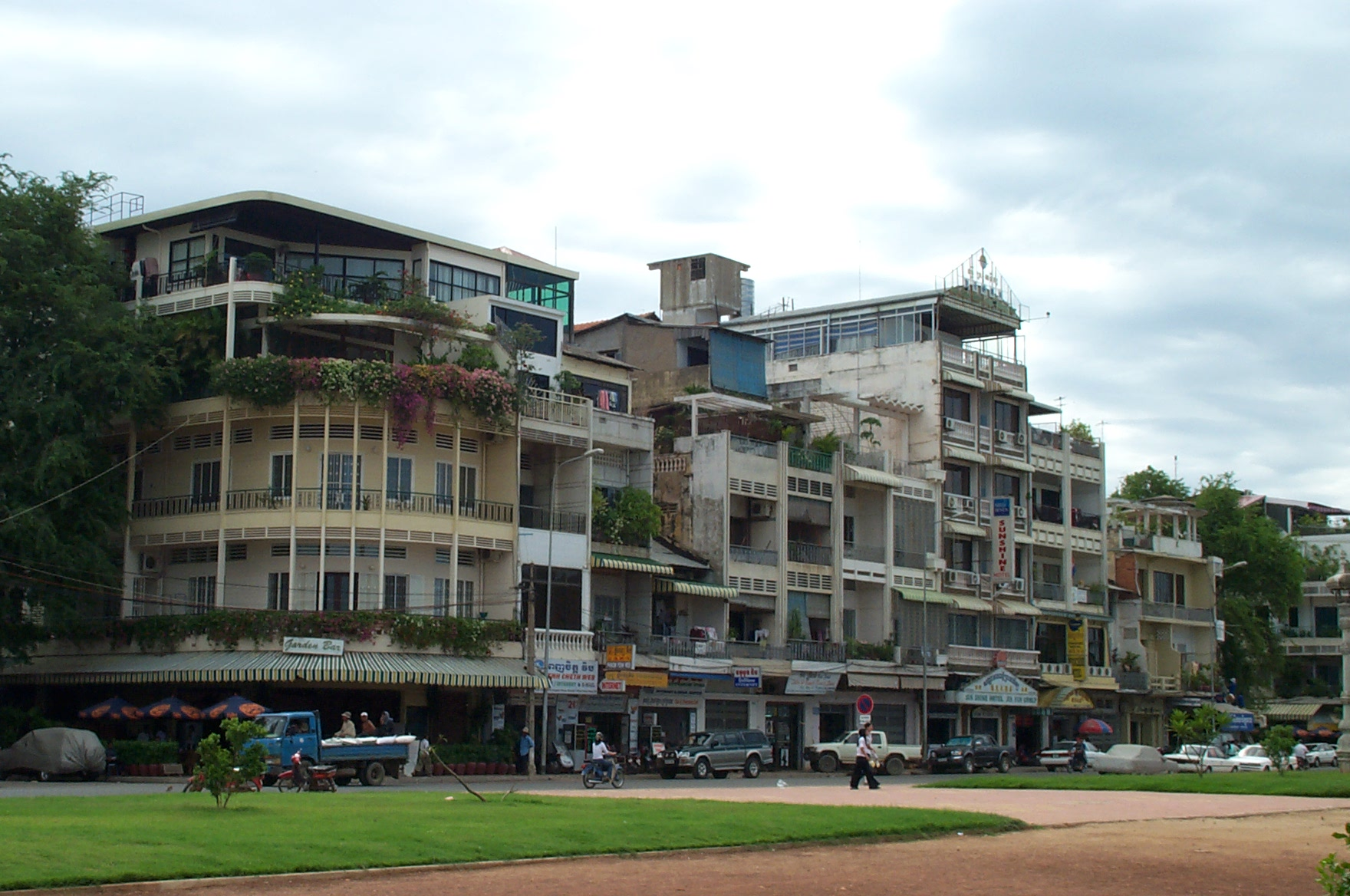
Edificios franceses en la actualidad recuperados y que sobrevivieron la guerra, testigos de la evacuación forzada y cuatro años de soledad de la que fuera una de las ciudades más hermosas del Extremo Oriente.

La estrategia de los jemeres rojos consistió en estrangular gradualmente a la capital cortando todas sus vías de comunicación, suministros y servicios. Las únicas manera en la que Nom Pen tenía contacto con el mundo exterior era a través del río Mekong y el Aeropuerto Internacional de Pochentong. Estados Unidos organizó rápidamente un suministro de alimentos, combustible y medicinas similar al puente aéreo sobre Berlín, en 1948. No obstante, debido a que el apoyo que Washington podía proveer al gobierno republicano se hallaba limitado por la Enmienda Case-Church, se debió recurrir a la aerolínea BirdAir para que se hiciera cargo del abastecimiento. La flota estaba compuesta por aviones C-130 y DC-8, que efectuaban hasta veinte vuelos diarios desde la Base Aeronaval de U-Tapao, en Tailandia, hacia Pochentong. Poco después, Lon Nol abandonaría el país en un helicóptero que lo llevaría a Hawái, y los estadounidenses comenzaron a preparar la evacuación de su personal y demás de una ciudad que ya estaba prácticamente en manos de la guerrilla.
A las 10:00 de la mañana del 1 de enero de 1975, los jemeres rojos lanzaron la ofensiva general contra la capital, aprovechando que el ejército republicano celebraba el año nuevo occidental. El 27 de enero, un convoy de 16 naves que transportaba suministros desde Vietnam del Sur hacia Nom Pen cayó bajo fuego de los jemeres rojos. Solo siete lograron llegar al puerto de la capital camboyana. Tres días después, se reportó que el ejército republicano avanzaba 100 m por día en la ruta que une Nom Pen con Saigón. El 3 de febrero, otro convoy detonó minas navales desplegadas por las fuerzas comunistas, a unos 74 km de Nom Pen. Si bien las fuerzas de Lon Nol disponían de buzos tácticos, desactivar aquellos explosivos era una tarea muy arriesgada y excesivamente costosa en el mejor de los casos. Para 1975 habían perdido un cuarto de sus naves y el 70% de sus marinos estaban muertos o heridos. Finalmente, el 17 de febrero, los republicanos abandonaron todo intento de despejar el Mekong.
El 6 de febrero, dos cohetes cayeron en Nom Pen, matando a una decena de personas e hiriendo a 40. También se informó que la localidad de Neak Leung, a orillas del Mekong al sur de la ciudad, se encontraba sitiada por el 126.º Regimiento de la Zona Este de la guerrilla y era reabastecida por helicóptero cada hora. Testimonios de los refugiados que llegaban a la ciudad huyendo de la avanzada de los jemeres rojos relataban hechos cruentos, pero muchos observadores asumieron que dichos relatos debían ser parte de la propaganda del gobierno del dictador para desvirtuar al enemigo.
El 5 de marzo, desde posiciones de artillería en Tuol Leap, los jemeres rojos bombardearon el Aeropuerto de Pochentong, sin embargo, el ejército recuperó esa localidad el 15 de marzo. Los guerrilleros comunistas continuaron sus avances en el norte y oeste de la urbe, y prontamente reanudaron los ataques. El 22 de marzo, cohetes impactaron dos aviones de transporte, forzando a la Embajada estadounidense a suspender el abastecimiento por vía aérea. Sin embargo, consciente de que la República Jemer colapsaría en breve sin suministros, revirtió la decisión al día siguiente y se ordenó incrementar la cantidad de vuelos. La esperanza de los gobiernos camboyano y estadounidense era resistir la ofensiva hasta el inicio de la temporada lluviosa en mayo, cuando el combate por lo general amainaba.
El 1 de abril, los jemeres rojos capturaron Neak Leung y Ban-am, quedando Nom Pen aislada del mundo exterior. Lon Nol —cuyo nombre figuraba primero en la lista de los Siete Traidores publicada por los jemeres rojos y en la que se detallaban las personas a ser ejecutadas por los comunistas— renunció ese mismo día y fue evacuado en helicóptero, creyendo que con su alejamiento de la vida política los jemeres rojos estarían dispuestos a negociar un alto al fuego. Viviría en Hawái hasta 1979 y terminaría sus días en California. Había sido dictador desde marzo de 1970 e involucrado a su país de manera directa en la guerra de Vietnam.
Tres días después, en una reunión de la Zona Este, los comandantes de los regimientos guerrilleros recibieron la orden de atacar y «liberar» Nom Pen, y evacuar la población temporalmente. Mientras tanto, el Alto Mando movilizaba las últimas reservas con las que contaba: los batallones de la antigua Guardia Provincial fueron enviados al norte, solo para ser dispersados por los jemeres rojos al cabo de unas horas de combates. En el oeste, la 3.ª División no logró reunirse con sus propios elementos en Kampong Speu ni recapturar la posición perdida en Tuol Leap. Un error de computación causó que la artillería republicana fuera dirigida accidentalmente a las tropas propias de la 3.ª División, afectando seriamente la moral.

### Retirada estadounidense

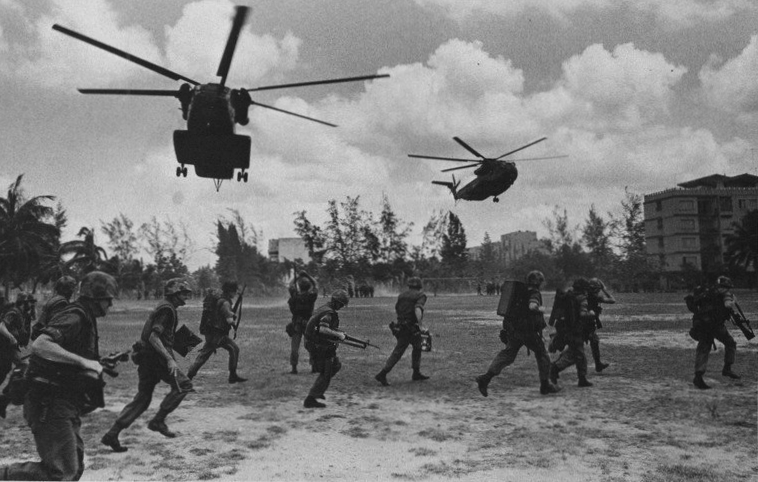
Infantes de marina estadounidenses desplegándose durante la evacuación.

Durante la tarde del 11 de abril se dio la orden de dar inicio a la Operación Eagle Pull. A las 06:00 del día 12, un grupo de helicópteros transportando una fuerza conjunta de 360 infantes de marina despegaron de sus respectivos portaaviones y se dirigieron hacia Nom Pen, con el objetivo de evacuar al personal de la embajada, así como jerarcas de la República Jemer y civiles de varios países. Se eligió como punto de evacuación una cancha de fútbol, situada a 900 metros de la embajada, que se encontraba separada de la orilla del río por un edificio de apartamentos.
A las 07:30, el embajador Gunther Dean notificó a Long Boret y al príncipe Sisowath Sirik Matak, entre otros líderes, que el personal estadounidense abandonaría oficialmente el país en las próximas horas y que si deseaban ser evacuados debían presentarse en la embajada a las 09:30. Todos rechazaron la oferta excepto Saukham Khoy, sucesor de Lon Nol, que abandonó el país sin comunicarlo a sus colegas.
A las 07:43, los primeros helicópteros ingresaron a territorio camboyano, y una hora después establecieron un perímetro defensivo alrededor de la cancha. Los infantes de marina comenzaron a dispersar a la multitud que se había reunido allí, más por curiosidad que para intervenir. Debido a que la zona de despegue solo tenía capacidad para tres helicópteros, los demás debieron esperar en un punto designado a 50 km al sur de Nom Pen hasta ser llamados por un HC-130 que volaba en círculos por sobre el área. La evacuación procedió sin incidentes, aunque el número de personas evacuadas fue mucho menor al de las últimas estimaciones (289 de 590). A las 09:45 la embajada cerró sus puertas y para las 10:40 todos los diplomáticos habían sido evacuados, e inmediatamente comenzó la extracción del elemento de rescate. No habría relaciones diplomáticas con Estados Unidos hasta su restablecimiento en 1991
Aproximadamente a las 10:50, cohetes de 107 mm comenzaron a impactar en la zona de despegue, y menos de 10 minutos después cayeron proyectiles de mortero de 82 mm. Tan pronto como esto sucediera, los controladores notificaron de la situación a los controladores aéreos avanzados, cuyos OV-10 hicieron vuelos rasantes sobre la ribera oriental del Mekong, pero no lograron detectar el origen del fuego enemigo en ninguna de las posiciones conocidas de los jemeres rojos. A las 11:15, dos HH-53 empezaron a extraer al elemento de mando. El fuego de armas ligeras impactó mínimamente al primer helicóptero durante la extracción final, y una bala de 12,7 mm dañó el rotor del segundo aparato. A pesar de esto, ambos lograron llegar a salvo al USS Hancock.
Casi todos los funcionarios republicanos, incluyendo a Lon Non, Long Boret y al príncipe Sisowath Sirik Matak, optaron por quedarse y compartir el mismo destino que el resto del pueblo, pese a que los dos últimos estaban entre los Siete Traidores. Todos serían ejecutados sumariamente en el Estadio Olímpico luego de la caída de la ciudad. La evacuación repentina conmocionó a la plana mayor de la República, dado que todas las capitales provinciales —salvo aquellas ocupadas por Vietnam del Norte— estaban en manos del gobierno, y las estimaciones indicaban que la población controlada por este era de unos seis millones frente al millón en manos de los jemeres rojos.
A las 08:30, el Consejo de Ministros se reunió en el despacho de Long Boret, y se resolvió convocar a una asamblea general compuesta por los más altos funcionarios y jerarcas militares. A las 14:00 esta se constituyó en el Palacio Chamcar Mon, y acordó unánimemente transferir el poder a las Fuerzas Armadas y condenar a Saukham Khoy por no presentar formalmente su renuncia. A las 23:00, la asamblea eligió a los miembros del Comité Supremo: el teniente general Sak Sutsakhan; el jefe del Estado Mayor del Ejército Thongvan Fanmuong; el comandante en jefe de la Armada, contraalmirante Vong Sarendy; el comandante en jefe de la Fuerza Aérea, brigadier Ea Chhong; el primer ministro Long Boret; el viceministro Hang Thun Hak; y Op Kim Ang, representante del Partido Social Republicano.
La situación militar continuó deteriorándose a lo largo del día. En el norte, los jemeres rojos habían cortado la línea defensiva en varios puntos pese a la tenaz resistencia del ejército. Por otra parte, el aeropuerto de Pochentong estaba al borde de ser inminentemente capturado, lo que obligó a desplazar al puente aéreo hacia el más pequeño aeródromo de Mean Chey.

### Últimos días de la República
El domingo 13 de abril, fin de año en el calendario budista camboyano, fue en 1975 el fin del año del tigre y el comienzo del año de la liebre. Los jemeres rojos continuaron bombardeando la ciudad y el gobierno declaró entonces estado de emergencia que no fue obedecido por la población de la ciudad, que prefirió seguir en las festividades del nuevo año.
A las 09:00 del lunes 14 de abril, minutos después de que terminara una reunión de emergencia de altos mandos, un piloto desertor lanzó desde su T-28 cuatro bombas contra los cuarteles del Ejército, en un intento por asesinar al general Sak Sutsakhan. Sin embargo, el general salió ileso y el fallido ataque se saldó con 7 soldados muertos y 20 heridos. Se declaró entonces un toque de queda de 24 horas que no pudo llevarse a cabo, debido a que la ciudad era objeto de la entrada masiva de refugiados y porque muchos soldados estaban desertando. Esa misma tarde Takmau, capital de la provincia de Kandal, situada a 11 km, fue capturada por los jemeres rojos. Se emprendieron varios contraataques que fracasaron, y los combates se extendieron pronto al sur de la periferia de Nom Pen. La pérdida de este punto neurálgico en la defensa tuvo un severo impacto en la moral de los soldados. El abastecimiento aéreo estadounidense en Pochentong fue completamente suspendido.
El 15 de abril, la guerrilla cortó la ruta que comunicaba Nom Pen con el aeropuerto de Pochentong y capturó el dique al norte de la ciudad, rebasando las últimas defensas. La intervención de la Brigada de Paracaidistas, traída del este del Mekong, no logró estabilizar el frente occidental: solo pudieron avanzar 6 km hacia el oeste por la Ruta 4. Mientras tanto, cada vez más refugiados se agolpaban en la ciudad.
Durante la mañana del día 16, la ciudad recibió un ataque masivo de artillería, misiles y granadas de 40 mm desde el sur. La reunión del Gabinete de esa mañana estuvo enfocada en instrumentar las tratativas de paz lo más rápido posible, para lo que se hizo llegar a Sihanouk por medio de la Cruz Roja Internacional y la Agence France-Presse una propuesta de rendición condicional. La situación, sin embargo, empeoraba. Al norte, los jemeres rojos estaban en el sector conocido como Kilómetro 6; en el sur, ya habían cruzado el Puente Monivong; y por el oeste, se encontraban en las puertas de la ciudad. A las 18:00, las tropas republicanas abandonaron el frente norte y rodearon la Embajada de Francia. Ese mismo día, los depósitos de la Shell en la Ruta 5 fueron incendiados, y los barrios en el sur de la ciudad ardieron en llamas. La Cruz Roja intentó organizar una zona neutral y un refugio en el Hotel Monorom para proteger a los civiles y enfermos.
El Gabinete esperó la respuesta de Pekín durante toda la tarde y cuando esta no llegó para las 23:00, el Gabinete cayó en la cuenta de que los jemeres rojos no tenían intenciones de negociar. Mientras tanto, los jemeres rojos ocuparon el margen oriental del Mekong tras la retirada de la Brigada de Paracaidistas. No obstante, la 2.ª División al mando del General Dien Del aun controlaba el Puente Monivong.
La radio clandestina «Voz del Frente Unido Nacional de Camboya» anunciaba: 

Amados hermanos, hermanas, trabajadores, jóvenes, estudiantes, profesores y funcionarios: ¡Ésta es la hora! Aquí están los hermanos de las Fuerzas Armadas de Liberación del Pueblo de Camboya… ¡rebélense!… es el tiempo para alzarse y liberar a Nom Pen.

Pero aún en medio de la historia que se precipitaba, muchos habitantes de la ciudad no se hacían enteramente conscientes de lo que estaba por suceder, según testimonia un por entonces estudiante de derecho de Nom Pen: 

El 15 y 16 de abril, toda la ciudad de Nom Pen estaba jugando juegos de azar

Someth May afirmó en su autobiografía: 

Otro camboyano recuerda que en la noche del 16, a eso de las siete, toda la ciudad retumbó con fuegos artificiales. Era como palomitas de maíz en pan caliente. La gente estaba celebrando el nuevo año y disparando cualquier arma que tuvieran.

## 17 de abril: Llegada de los jemeres rojos
A las 02:00 del 17 de abril, ya sin esperanzas de llegar a un acuerdo con Sihanouk, el gabinete optó por trasladarse, junto con el Comité Supremo e incluso los miembros de la asamblea, desde Nom Pen hacia la capital de la provincia de Oddar Meanchey, en la frontera con Tailandia, para continuar la resistencia desde allí. Para este momento, no había modo de salir de la ciudad más que en helicóptero. A las 04:00 los miembros del gobierno se reunieron en el jardín de la pagoda Wat Botum a la espera de ser evacuados, pero los helicópteros nunca llegaron. Al alba, los funcionarios regresaron a la casa de Long Boret y decidieron resistir hasta la muerte en Nom Pen. Poco después de las 06:00, el ministro de Información, Thong Lim Huong, trajo consigo un cable recién llegado de Pekín, en el que Sihanouk rechazaba su propuesta y añadía a los siete miembros del Comité Supremo a la lista de los Siete Traidores que habían tomado el poder en 1970.
Desde las 04:00 se producían intensos combates en el norte de la ciudad, en cercanías de la central energética. Al amanecer, las tropas republicanas comenzaron a retirarse hacia el centro de la ciudad por el bulevar Monivong.
A las 07:30, Lon Nol ordenó a Sak Sutsakhan rendirse. Media hora más tarde, el resto del Gabinete abandonó la sesión, dejando a Long Boret y al general Sak. El general Thach Reng intentó persuadir al primero de escapar, ya que aun tenía a su disposición a las Fuerzas Especiales y siete helicópteros UH-1H estacionados en el Estadio Olímpico. Sak se dirigió allí y despegó en uno de los aparatos con su familia a las 08:30. En otro iba el Comandante de la Fuerza Aérea Jemer Ea Chhong. Mientras levantaban vuelo, observaron a Long Boret y a su familia revisando los otros tres, tratando infructuosamente de escapar de la diminuta República Jemer. Luego de esto, Long Boret se trasladó en su auto al Hotel Monorom, en donde se entregó llorando a los Jemeres Rojos. Conducido de nuevo al Estadio Olímpico, recibió un disparo en abdomen y agonizó por tres días, sin tratamiento médico.
Los cuatro helicópteros se dirigieron a Kampong Thom para recargar combustible, llegando a las 09:30. Estableciendo contacto por radio con Nom Pen, Sak fue informado de que los jemeres rojos habían penetrado en los cuarteles del Estado Mayor. Para cuando el helicóptero de Sak arribó a la provincia de Oddar Meanchey a las 13:30, la República había dejado de existir en los hechos. Esfumada la posibilidad de restablecer el gobierno, los oficiales y funcionarios optaron por dirigirse en exilio a Tailandia.
Unos 100 aviones de la Fuerza Aérea fueron utilizados por sus pilotos para autoevacuarse junto a sus familias. Al encontrar el aeropuerto de Pochentong ocupado por los jemeres rojos, dejaron caer todas sus bombas encima de sus hangares para inutilizarlos. Luego de esto, se dirigieron hacia Tailandia y lo que quedaba de Vietnam del Sur en busca de asilo.
Asimismo, los buques de la Armada Nacional Jemer con base en Ream no desperdiciaron tiempo en evacuar a los refugiados a lo largo de la costa. El 17 de abril, siete barcos patrulleros sobrecargados de personal de la Armada y sus dependientes civiles abandonaron las aguas territoriales de Camboya. Uno logró escapar a salvo a la vecina Tailandia; tres de ellos, llevando 625 refugiados, arribaron el 22 de abril a Kelatan, en Malasia; y los otras tres llegaron el 9 de mayo a Filipinas, con 750 personas. Además, otras siete embarcaciones con sus respectivas tripulaciones se encontraban incautadas en Vietnam del Sur, lo que impidió su captura por los jemeres rojos.
Los blindados que se encontraban custodiando la embajada francesa se movieron hacia el centro de la ciudad y se ubicaron al frente de la Catedral y el Liceo Descartes. Según testimonios de Veasná a B. Kiernan, por entonces un profesor de gimnasia que se encontraba en el Hotel Hawái, los jemeres rojos llegaron a las 09:00 al centro de la ciudad:

Todos eran jóvenes [...] algunos estaban conduciendo bicicletas y muchos de ellos camiones. Inmediatamente decomisaron medicinas de las farmacias del centro de la ciudad y se las llevaron.

Banderas blancas fueron izadas por todas partes, especialmente al sur de la ciudad, a esa misma hora, mientras las fuerzas especiales de la Zona Suroccidental de la guerrilla llegaban al mercado Tuol Tampuong: 

Como la gente se empezaba a alinear para ver, las tropas se movieron rápidamente para bloquear las carreteras previniendo cualquier acceso desde el occidente de la ciudad. Los transgresores se arriesgaban a ser disparados. La evacuación forzada comenzó inmediatamente en el sur. Horl vio como jóvenes jemeres rojos mataban tres personas que se rehusaban a salir.

Una delegación de los jemeres rojos llegó al lugar para negociar la rendición del ejército republicano. De manera inicialmente tímida, la población, temerosa, los recibió con ovaciones. Los soldados republicanos bajaron sus armas y comenzaron a abrazarse en señal de que la guerra había terminado. Jeeps con la bandera de los jemeres rojos comenzaron a ingresar al centro de la ciudad y guerrilleros de aspecto adolescente llegaron desde todos los puntos vestidos de negro, con gorras chinas y sandalias al estilo de Hồ Chí Minh. Llevaban consigo fusiles de asalto Tipo 56 de fabricación china y granadas. Contrastaba su seriedad con el júbilo de la muchedumbre.
A las 10:00, Samdech Sangh Huot That, patriarca budista de Nom Pen, anunció: 

¡La guerra se terminó, estamos entre hermanos! ¡Estén en sus casas en paz!

Minutos después, el general Mey Si Chan ordenó el alto al fuego por parte del ejército republicano, anunciando que se estaban iniciando negociaciones con los jemeres rojos para la transferencia del poder. Estos anuncios dieron a la población una mayor tranquilidad aquel día.
Los jemeres rojos se concentraron primero en desarmar al ejército republicano y exigieron a los soldados quitarse los uniformes:

En el mercado del Estadio Olímpico, una mujer soldado de los jemeres rojos obligó a tropas vencidas a desarmarse y a quitarse los uniformes. Al frente del colegio Santhor Mok, seis jemeres rojos adolescentes detuvieron un jeep que llevaba a un general de Lon Nol y lo obligaron a desnudarse en el mismo sitio.

### Evacuación

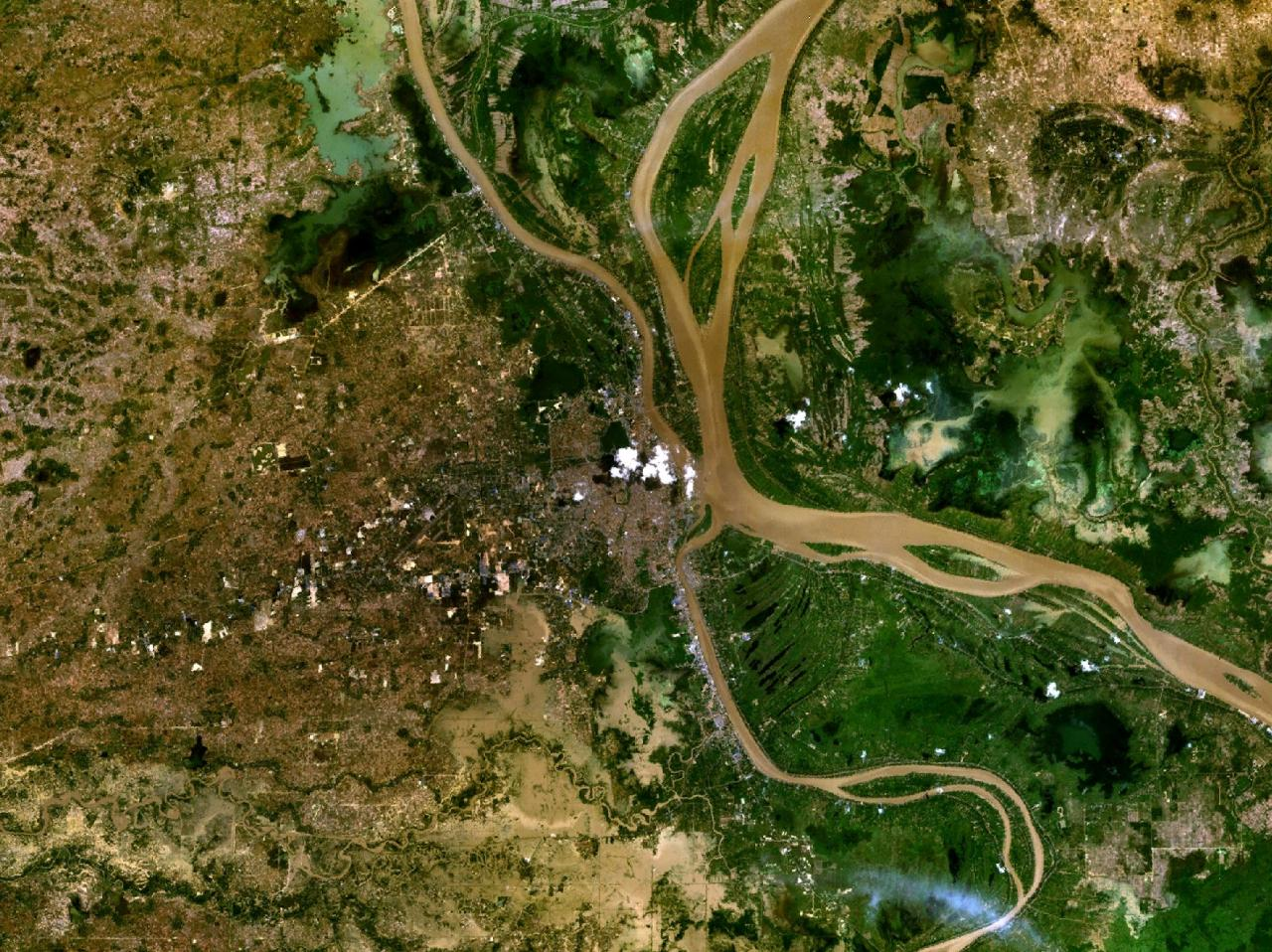
Nom Pen está situada en el encuentro entre los ríos Sap y Mekong. El Mekong es el canal de agua mayor que se ve. El aeropuerto se encuentra en dirección oblicua hacia la izquierda-inferior. La parte suroriental del Mekong y el aeropuerto fueron las primeras partes en caer bajo la avanzada de los jemeres rojos.

A las 13:00 comenzó el nuevo y silencioso drama: todos los enfermos y heridos fueron ordenados salir de la ciudad. Ponchaud asegura que al menos 20 000 personas de todas las edades e incluso en graves condiciones de salud, fueron expulsados de la ciudad. Después de ellos, los jemeres rojos ordenan a toda la población salir de Nom Pen. Un jemer rojo decía a los atónitos habitantes que la medida era necesaria porque los estadounidenses estaban planeando un bombardeo masivo de la ciudad:

Deben irse rápidamente. Los estadounidenses van a bombardear la ciudad. Vayan a diez o veinte millas de distancia, no lleven muchas cosas con ustedes, no se preocupen en cerrar nada, nosotros nos encargaremos de cuidarlo todo hasta que vuelvan. Van a volver en dos o tres días, en cuanto limpiemos la ciudad.

Hacia las 16:00 se anunció la evacuación general por altoparlantes. Uno de los más insólitos éxodos de la historia del siglo XX comenzó durante la tarde del 17 de abril; alrededor de dos millones de personas comenzaron a salir de la ciudad en diferentes direcciones, en un recorrido que duraría los próximos tres meses, hasta que todos fueron reubicados en sitios alejados de la capital. Muchos núcleos familiares fueron separadas a propósito: el padre enviado al sur, la madre al norte y los hijos en otros lugares. Los jemeres rojos dieron la orden que el Hotel Monorom y la Catedral debían estar desocupados para las 17:00. Ello incluía extranjeros, la Cruz Roja Internacional y víctimas atendidas.
El por qué de una medida tan drástica como la evacuación de Nom Pen y de todas las poblaciones camboyanas ha sido largamente materia de discusión de los observadores. El traslado masivo de la población no era algo anormal en las tácticas de los Jemeres Rojos. Habían empezado a hacerlo hacia 1973, en las regiones del suroeste «liberadas» por ellos. Incluso desde comienzos de 1971 aldeas enteras fueron trasladadas, en septiembre de 1973 tomaron la mitad de Kompung Cham, obligando a 50 000 personas a abandonar sus hogares e internarse en el interior del país, y en marzo de 1974 capturaron Oudong, llevando a las zonas rurales a 20 000 de sus habitantes. Ese mismo año, Pol Pot había ordenado también la dispersión de las aldeas compactas, labor que se llevó a cabo en secreto.
B. Kiernan menciona en su obra «The Pol Pot Regime» las palabras de Heng Samrin, comandante en el Regimiento 173, que un intelectual revolucionario, Hou Yuon se opuso a tal medida anunciada por el Comando Central en la reunión del 4 de abril en la Zona Este.

Hou Yuon se opuso rotundamente a esto. Se levantó y dijo que no era apropiado evacuar a la gente de la ciudad. Al mismo tiempo, Pol Pot acusó a Hou Yuon de no estar de acuerdo con el plan del Comité Central […] Hou Yuon desapareció para siempre.

Según Kiernan, Pol Pot diría posteriormente que la evacuación de la ciudad fue decidida en febrero de 1975, pero otros testimonios de parte de otros jemeres rojos contradicen las palabras de Pol Pot: por ejemplo, un guerrillero de la Zona Suroccidental dijo a Kiernan en 1980 que el plan de evacuar la ciudad había sido tomado desde mucho antes, pero fue comunicado a las tropas solo diez días antes de la caída de Nom Pen.
Cuando el príncipe Norodom Sihanouk regresó de China el 9 de septiembre, encontró una ciudad desolada y los únicos que lo recibieron fueron los jóvenes soldados de los jemeres rojos. El príncipe no pudo más que sollozar ante la capital vacía que había sido una vez la más hermosa de la Península Indochina. Entonces, los jemeres rojos le dijeron que la evacuación había sido necesaria debido a la escasez de alimentos y a los problemas de seguridad, omitiendo que era el primer escalón hacia el comunismo.
Al respecto dice Karl D. Jackson que este hecho, junto con otros tales como la destrucción de cualquier producto occidental, la quema masiva de libros y de todo lo escrito, la eliminación física de la élite, el aislamiento del país, la abolición de la moneda, el mercado y del comercio y el control total del Estado, no fueron otra cosa que el intento de establecer un control total sobre la cultura, economía y política de manera autónoma y sin intervenciones extranjeras. Con excepción de algunos pocos países socialistas, todas las misiones diplomáticas fueron cerradas y sus funcionarios expulsados del país. Sin embargo, aquellas embajadas que permanecieron, como la de China o Corea del Norte, no tardaron en descubrir que eran virtualmente prisioneros en sus propios edificios y que no podían tener relaciones con los camboyanos.

#### Evacuación de los enfermos
Según los testimonios de Veasná a François Ponchaud —este último también estaba en la ciudad— y citado por B. Kiernan, los pacientes de los hospitales Preah Khet Mealea, Jemer-Soviético y Chino fueron enviados a la calle, en donde cientos de ellos murieron: 

Pasando por el Hospital Preah Khet Mealea, Veasná vio más soldados que expulsaban pacientes a las calles. Cerca, residentes de la ciudad fueron también violentamente expulsados, «no sabiendo a dónde ir», dice Veasná. Los jemeres rojos le dispararon a muerte a muchos de ellos.

### La embajada francesa
El mismo 17 de abril, todos los extranjeros que aun permanecían en la ciudad —unos 800, incluyendo personal diplomático de diversos países— fueron admitidos en la embajada francesa, más otros 600 camboyanos que entraron allí porque saltaron sus muros. Entre los presentes se encontraban funcionarios republicanos en busca de asilo.
Inicialmente, Sirik Matak quiso refugiarse en el Hotel Monorom, en donde la Cruz Roja Internacional había establecido una zona segura, pero cuando la organización humanitaria se enteró de que era uno de los Siete Traidores lo expulsó del edificio debido al riesgo que su presencia implicaba para la seguridad del resto de los civiles presentes, por lo que se dirigió a la embajada.
El 20 de abril, los jemeres rojos rodearon el complejo y anunciaron que no reconocerían la extraterritorialidad ni el derecho de asilo. Se ordenó a todos los camboyanos, a excepción de las mujeres que estuviesen casadas con ciudadanos franceses, salir de la misma bajo amenaza de ingresar en ella. Entre los expulsados se hallaban el mismo Sirik Matak, la Princesa Mam Manivan Phanivong, una de las esposas de Sihanouk; el ministro de Economía Khy-Taing Lim, y el ministro de Salud Loeung Nal. Acompañado por el vicecónsul francés Jean Dyrac y el periodista Jon Swain, el antropólogo François Bizot —quien ejercía como traductor— les informó que serían entregados a los comunistas. Sirik Matak y demás funcionarios abandonaron la embajada voluntariamente y fueron ejecutados en el Estadio Olímpico al día siguiente. El resto de los camboyanos se unieron a la marea de civiles desplazados.
El 30 de abril, los ocupantes de la Embajada fueron conducidos en camiones hasta la frontera con Tailandia, en un viaje de cuatro días a través de Camboya.

### Distribución de las evacuaciones
Según Huy Vannak, Nom Pen fue zonificada y su población distribuida por los Jemeres Rojos según el sector de la ciudad en que vivieran:
- La población que vivía al este del río Mekong, bajo control de la Zona Oriental, fue dividida en dos grupos y repartida entre las provincias de Kompung Cham, Prey Veng y Svay Rieng.
- La población que vivía al este de la vía férrea hasta el oeste de Tuol Kouk, bajo control de la Zona Norte, fueron desplazados hacia las provincias de Kompung Thom y Siem Riep.
- La población que vivía en el noroccidente de la ciudad, de la vía férrea hacia el este, bajo la Zona Noroccidental, fueron desplazados a las provincias de Pursat y Battambang.
- La población que vivía al norte de la calle Charles de Gaulle, bajo la Zona Occidental, fueron desplazados a las provincias de Kompung Chinang y Kompung Speu.
- La población que vivía al sur de la calle Charles de Gaulle hasta la Escuela 18 de marzo, bajo la Zona Occidental, fueron desplazados hacia las provincias de Takéo y Kompot.
- La población que vivía al sur de la ciudad entre el Bulevar Monivong y el Mekong, bajo la Zona Especial, fueron desplazados hacia las provincias de Takéo y Kandal.

Dice H. Vannak en su obra:

Después de que los jemeres rojos evacuaron a la gente, ni un sólo civil permaneció en Nom Pen. Durante la evacuación So y dos o tres soldados vieron a una anciana que había sido abandonada por su familia en una casa al sur de Au Russei. Cuando le gritaron que fuera a ellos, ella respondió: "mis piernas están muertas, no puedo caminar". Los soldados llevaron una canasta arriba de las escaleras y le ordenaron sentarse en ella. Los soldados tiraron a ambos, la canasta y a ella desde el cuarto piso del edificio.

## En la cultura popular
La caída de Nom Pen es retratada en los largometrajes The Killing Fields (1984) y First they killed my father (2017).
El villano Monsoon en el videojuego Metal Gear Rising: Revengeance menciona a la caída de Nom Pen como el motivo de su visión nihilista del mundo.